# Carlo Verdelli
Carlo Verdelli (Milano, 15 luglio 1957) è un giornalista italiano.
Durante la sua lunga carriera ha diretto i quotidiani La Gazzetta dello Sport e la Repubblica e i settimanali Sette, Vanity Fair e Oggi. È stato anche coordinatore dell'informazione Rai.

## Biografia
Inizia la carriera giornalistica come collaboratore alle pagine milanesi de la Repubblica, coordinate da Gian Piero Dell'Acqua. Nel 1979 è assunto alla Arnoldo Mondadori Editore a Duepiù. Passa poi a Panorama Mese dove viene valorizzato dal direttore Claudio Sabelli Fioretti. Nel 1986 passa a Epoca, settimanale di punta della Mondadori, dove entra da redattore ed esce da vicedirettore.
Nel 1994 Paolo Mieli lo assume come nuovo direttore di Sette, il settimanale del Corriere della Sera, per poi passarlo a vicedirettore del quotidiano, dove rimane sette anni, prima con lo stesso Mieli, poi con Ferruccio de Bortoli. Si dimette quando Rcs nomina direttore Stefano Folli.
Lascia la Rcs nel 2004 per rilanciare il settimanale Vanity Fair della Condé Nast, che dirige per due anni durante i quali vince il Premiolino.
Dal 24 gennaio 2006 è direttore de La Gazzetta dello Sport, giornale presso il quale lavora per 4 anni, stabilendo il 10 luglio 2006 il record italiano di vendite di un quotidiano (2 milioni di copie) con il titolo "Tutto vero", dedicato alla vittoria dell'Italia al campionato del mondo 2006. Lascia a febbraio 2010 per tornare in Condé Nast come vicepresidente esecutivo del gruppo editoriale americano.
Il 25 luglio 2012 vengono annunciate le sue dimissioni da Condé Nast. Continuerà a collaborare con la casa editrice come consulente e resterà comunque membro del consiglio di amministrazione e dell'Editorial advisory board.
Dal gennaio 2013 al novembre 2015 collabora con la Repubblica sotto la direzione di Ezio Mauro.
Nel febbraio 2014 pubblica per Garzanti il suo primo libro, I sogni belli non si ricordano. A settembre 2014 vince il premio giornalistico "Camillo Sbarbaro" di Spotorno, assegnato da una giuria presieduta da Gianni Riotta.
Il 26 novembre 2015 il Consiglio di Amministrazione della Rai lo nomina Direttore editoriale per l'Offerta Informativa. Nell'organigramma Rai, Verdelli si inserisce tra il direttore generale (Antonio Campo Dall'Orto, che l'ha voluto e a cui risponde) e i direttori delle testate giornalistiche e i curatori dei programmi di approfondimento giornalistico, dei quali sovraintende l'operato.
Il 21 dicembre 2015 il presidente della Repubblica Sergio Mattarella gli conferisce l'onorificenza di Ufficiale al merito della Repubblica italiana.
Il 3 gennaio 2017 si dimette dalla Rai e dalla carica di Direttore editoriale per l'Offerta Informativa dopo la bocciatura (senza voto) del suo "Piano di riforma per l'informazione" da parte del Consiglio di amministrazione dell'azienda
Il 6 febbraio 2019 il cda del gruppo editoriale Gedi lo nomina direttore del quotidiano la Repubblica, in sostituzione di Mario Calabresi, incarico che Verdelli assume il 19 febbraio. Il 22 febbraio 2019 ottiene la fiducia dalla redazione con 296 sì, 13 no, 6 schede bianche, 1 nulla. A giugno vince il Premio Ischia come giornalista dell'anno.
Nel marzo 2020 Verdelli viene messo sotto scorta a seguito delle reiterate minacce ricevute nei due mesi precedenti. Le minacce sono state considerate "indegne di una democrazia" da molte cariche politiche a partire dal Presidente della Repubblica.
In aprile la Repubblica cambia proprietà: GEDI, la società editrice del quotidiano, passa sotto il controllo della holding Exor, di proprietà della famiglia Agnelli. Il 23 aprile termina la direzione di Verdelli alla Repubblica
. Dal 1º giugno successivo è editorialista del Corriere della Sera.
Ha ricevuto il premio alla carriera in occasione dei Premi Flaiano 2020.
Nel dicembre 2020 ha accettato l'invito della redazione di Scarp de' tenis a "firmare" come direttore per un numero il giornale di strada del mese di dicembre e gennaio.
Dal 1º febbraio 2022 all'8 luglio 2024 è stato direttore del settimanale Oggi. Da agosto dello stesso anno ha ripreso l'attività di editorialista del Corriere della Sera, su invito del direttore Luciano Fontana

## Libri
- I sogni belli non si ricordano, Milano, Garzanti, 2014,  p. 229, ISBN 978-88-11-68286-8.
- Roma non perdona. Come la politica si è ripresa la RAI, Collana Serie bianca, Milano, Feltrinelli, 2019,  p. 219, ISBN 978-88-071-7357-8.
- Acido. Cronache italiane anche brutali, Milano, Feltrinelli, 2021,  p. 304, ISBN 978-88-07-17398-1.